# Station Santeuil - Le Perchay
Station Santeuil - Le Perchay is een spoorwegstation aan de spoorlijn Saint-Denis - Dieppe. Het ligt in de Franse gemeente Santeuil, vlak bij Le Perchay in het departement Val-d'Oise (Île-de-France).

## Ligging
Het station ligt op kilometerpunt 43,072 van de spoorlijn Saint-Denis - Dieppe.

## Diensten
Het station wordt aangedaan door treinen van Transilien lijn J tussen Paris Saint-Lazare en Gisors-Embranchement.

## Vorig en volgend station
| Richting             | Vorig station | Lijn    | Volgend station | Richting           |
| -------------------- | ------------- | ------- | --------------- | ------------------ |
| Gisors-Embranchement | Chars         | Trans J | Us              | Paris Saint-Lazare |